# Joe Satriani (album)
Joe Satriani – album studyjny amerykańskiego gitarzysty Joe Satrianiego. Wydawnictwo ukazało się w październiku 1995 roku nakładem wytwórni muzycznej Relativity Records. Płyta dotarła do 51. miejsca listy Billboard 200 w Stanach Zjednoczonych.
Pochodząca z płyty kompozycja "(You're) My World" była nominowana do nagrody Grammy w kategorii Best Rock Instrumental Performance.

## Lista utworów
Opracowano na podstawie materiału źródłowego.
1. "Cool #9" – 6:00
2. "If" – 4:49
3. "Down, Down, Down" – 6:13
4. "Luminous Flesh Giants" – 5:56
5. "S.M.F." – 6:42
6. "Look My Way" – 4:01
7. "Home" – 3:26
8. "Moroccan Sunset" – 4:21
9. "Killer Bee Bop" – 3:49
10. "Slow Down Blues" – 7:23
11. "(You're) My World" – 3:56
12. "Sittin' 'Round" – 3:38

## Twórcy
Opracowano na podstawie materiału źródłowego.
| - Joe Satriani - gitara basowa, gitara rytmiczna, gitara prowadząca, gitara hawajska, gitara dobro, gitara slide, zdjęcia - Andy Fairweather Low - gitara - Nathan East - gitara basowa - Matt Bissonette - gitara basowa - Manu Katché - perkusja - Jeff Campitelli - perkusja - Ethan Johns - perkusja - Greg Bissonette - instrumenty perkusyjne - Glyn Johns - produkcja muzyczna, miksowanie - Eric Valentine - inżynieria dźwięku, fortepian, instrumenty klawiszowe, instrumenty perkusyjne | - John Cuniberti - inżynieria dźwięku - Steve Holroyd - inżynieria dźwięku - Kevin Scott - asystent inżyniera dźwięku - Rhoades Howe - asystent inżyniera dźwięku - Stephan Hart - asystent inżyniera dźwięku - Bob Ludwig - mastering - Allan Wai - oprawa graficzna, dizajn - Kevin Westenberg - zdjęcia - Christophe Lazenburg - zdjęcia - Jonathan Dayton - zdjęcia |

## Listy sprzedaży
| Lista                   | Kraj              | Pozycja |
| ----------------------- | ----------------- | ------- |
| Billboard 200           | Stany Zjednoczone | 51      |
| MegaCharts              | Holandia          | 66      |
| Schweizer Hitparade     | Szwajcaria        | 36      |
| Suomen virallinen lista | Finlandia         | 34      |
| RIANZ                   | Nowa Zelandia     | 27      |